# Marathon van Parijs 2002
De marathon van Parijs 2002 werd gelopen op zondag 7 april 2002. Het was de 26e editie van deze marathon.
De Fransman Benoît Zwierzchiewski was de winnaar bij de mannen met een tijd van 2:08.18. Snelste vrouw was de Belgische Marleen Renders, die de wedstrijd in 2:23.05 voltooide.

## Uitslagen

### Mannen
| rang   | naam                  | land | tijd    |
| ------ | --------------------- | ---- | ------- |
| Goud   | Benoît Zwierzchiewski | FRA  | 2:08.18 |
| Zilver | Pavel Loskutov        | EST  | 2:08.53 |
| Brons  | Migidio Bourifa       | ITA  | 2:09.07 |
| 4      | Robert Cheruiyot      | KEN  | 2:09.39 |
| 5      | Rachid Ziar           | ALG  | 2:09.54 |
| 6      | Hendrick Ramaala      | RSA  | 2:10.06 |
| 7      | Abdellah Béhar        | FRA  | 2:10.06 |
| 8      | Tesfaye Eticha        | ETH  | 2:10.14 |
| 9      | Larbi Zeroual         | FRA  | 2:10.40 |
| 10     | David Makori          | KEN  | 2:11.20 |
| 11     | Javier Caballero      | ESP  | 2:11.23 |
| 12     | Simon Lopuyet         | KEN  | 2:12.44 |
| 13     | Abdelhakim Bagy       | FRA  | 2:12.54 |
| 14     | Fekadu Degefu         | ETH  | 2:12.57 |
| 15     | João Lopes            | POR  | 2:13.06 |
| 16     | Abdelatif Lahouirich  | FRA  | 2:13.31 |
| 17     | Sergey Kaledin        | RUS  | 2:13.47 |
| 18     | Jean-Pierre Monciaux  | FRA  | 2:14.44 |

### Vrouwen
| rang   | naam                 | land | tijd    |
| ------ | -------------------- | ---- | ------- |
| Goud   | Marleen Renders      | BEL  | 2:23.05 |
| Zilver | Rie Matsuoka         | JPN  | 2:24.33 |
| Brons  | Esther Kiplagat      | KEN  | 2:25.32 |
| 4      | Chantal Dällenbach   | FRA  | 2:28.27 |
| 5      | Jeļena Prokopčuka    | LAT  | 2:28.36 |
| 6      | Nives Curti          | ITA  | 2:33.14 |
| 7      | Mary Ptikany         | KEN  | 2:35.07 |
| 8      | Abeba Tolla          | ETH  | 2:35.51 |
| 9      | Irina Permitina      | RUS  | 2:35.58 |
| 10     | Michelle Leservoiser | FRA  | 2:39.25 |

1976 ·
1977 ·
1978 ·
1979 ·
1980 ·
1981 ·
1982 ·
1983 ·
1984 ·
1985 ·
1986 ·
1987 ·
1988 ·
1989 ·
1990 ·
1991 ·
1992 ·
1993 ·
1994 ·
1995 ·
1996 ·
1997 ·
1998 ·
1999 ·
2000 ·
2001 ·
2002 ·
2003 ·
2004 ·
2005 ·
2006 ·
2007 ·
2008 ·
2009 ·
2010 ·
2011 · 
2012 · 
2013 ·
2014 ·
2015 ·
2016 ·
2017